# Nécropole néolithique de Fleury-sur-Orne
La nécropole néolithique de Fleury-sur-Orne est un site archéologique d’époque néolithique situé à Fleury-sur-Orne, au sud de Caen, dans le Calvados, en Normandie. Reconnu par l’archéologie aérienne, il a été l’objet d’une fouille préventive en 2014 qui a permis de mettre en évidence la présence de sépultures monumentales datées de 4500 av. J.-C., ce qui en fait un site unique dans la région mais également sur le plan national. Le site illustre le monumentalisme de la culture de Cerny. Parmi la vingtaine de monuments identifiés, seul un était en relatif bon état de conservation lors des fouilles, les autres étant repérables par les traces laissées par les fossés situés à leurs abords. Le site a été remis en état après la fouille, afin d'accueillir une partie de la nouvelle zone d'activité de Fleury-sur-Orne, accompagnée de nouveaux logements.

## Historique
Des tertres étaient encore identifiables au XIXe siècle et jusqu’au second conflit mondial. La bataille de Normandie a marqué le site car les archéologues ont trouvé de nombreux abris dénommés trous d'hommes lors des fouilles, ainsi que des vestiges de la vie des combattants. Après le dernier conflit mondial le champ a accueilli un camp de 20 000 prisonniers allemands. Puis l'exploitation agricole, en particulier les labours profonds, a détérioré gravement le site.
Le site était l'objet d'observations archéologiques depuis les années 1970, mais sans fouilles.
Une opération de diagnostic archéologique a été effectuée sur le site en 2009, puis en 2013. À l’issue de cette dernière, une fouille d’une zone de 20 hectares a été décidée par le service d’archéologie de la DRAC du fait d'une déclaration d'intérêt national. Des fouilles préventives ont eu lieu entre mai et décembre 2014, menées par une équipe d'une dizaine d'archéologues, avec une présentation exceptionnelle au public lors des journées européennes du patrimoine de septembre 2014.
Le site a été détruit en 2016 car l’espace est désormais occupé par une zone d'activités et d’habitation comportant 1 800 logements. Le souvenir du site est supposé être préservé dans les aménagements, en particulier dans les espaces publics.

## Description

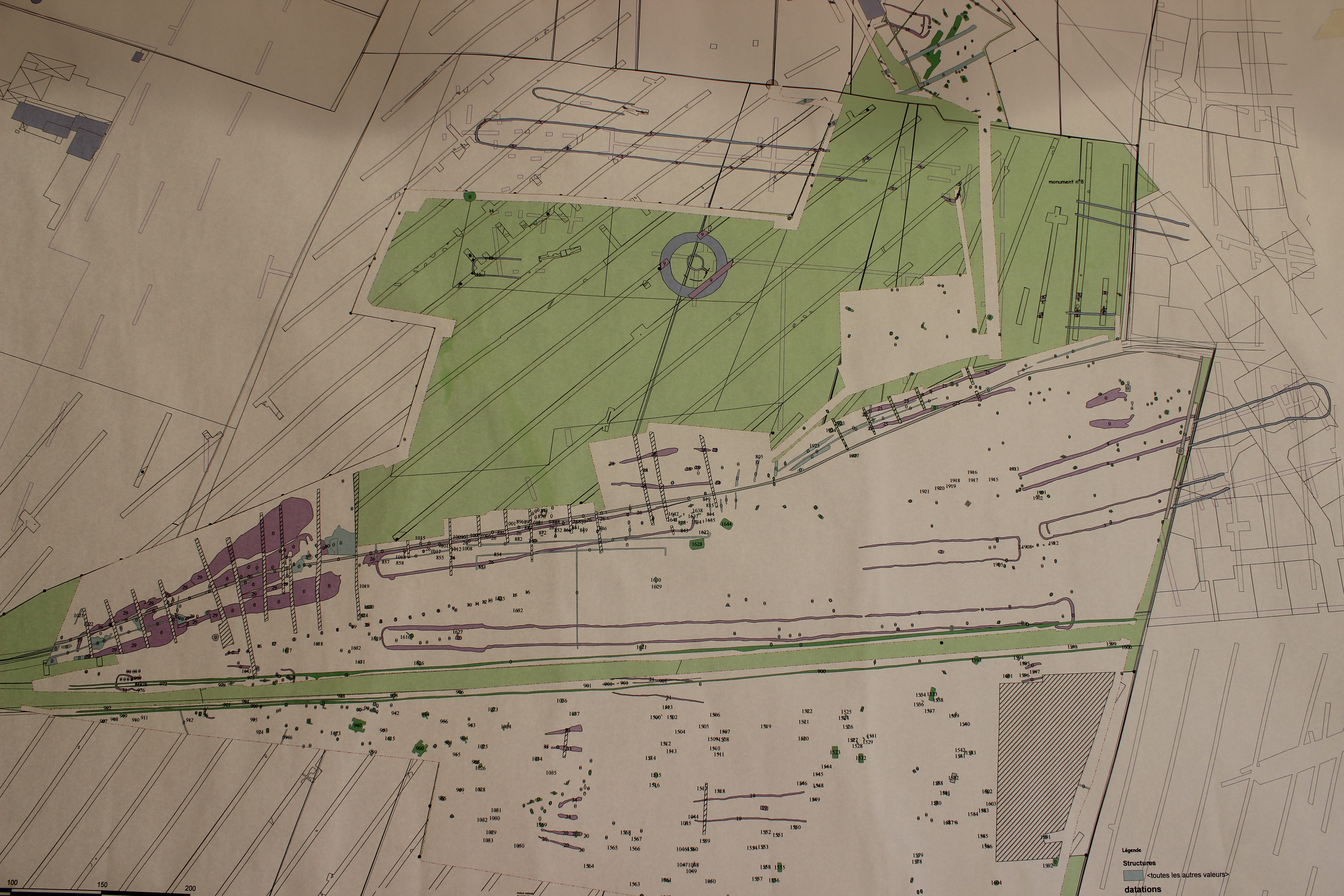
Plan du site fouillé

La nécropole est datée du Néolithique initial, vers 4500 av. J.-C. Elle est composée d’un type de monuments funéraires déjà reconnus dans l’Yonne, à Passy, où la construction était composée de terre et de bois, associée parfois à une palissade et des fossés.
La nécropole de Fleury a probablement été utilisée durant plus de quatre siècles. Une vingtaine de tombes ont été identifiées, dont un monument en bon état de conservation.
La longueur des monuments varie de 12 à plus de 300 m. Les fossés vont pour leur part de 0,20 m à plus de 15 m de largeur. Un seul édifice a été conservé grâce à un chemin antique. Au milieu se situait un tertre construit selon un mode de construction original, de murs en « mottes de gazon » empilées. La construction était composée aussi de fragments de calcaire.
Chaque tumulus devait à l’origine mesurer environ 2 m de haut et comportait une seule sépulture, sauf exception. Les tombes mesuraient 3,50 à 4 m et abritaient le squelette d’un homme avec ses armes, des pointes de silex ayant appartenu à un arc. L’individu était accompagné d’un mouton enterré à ses côtés.

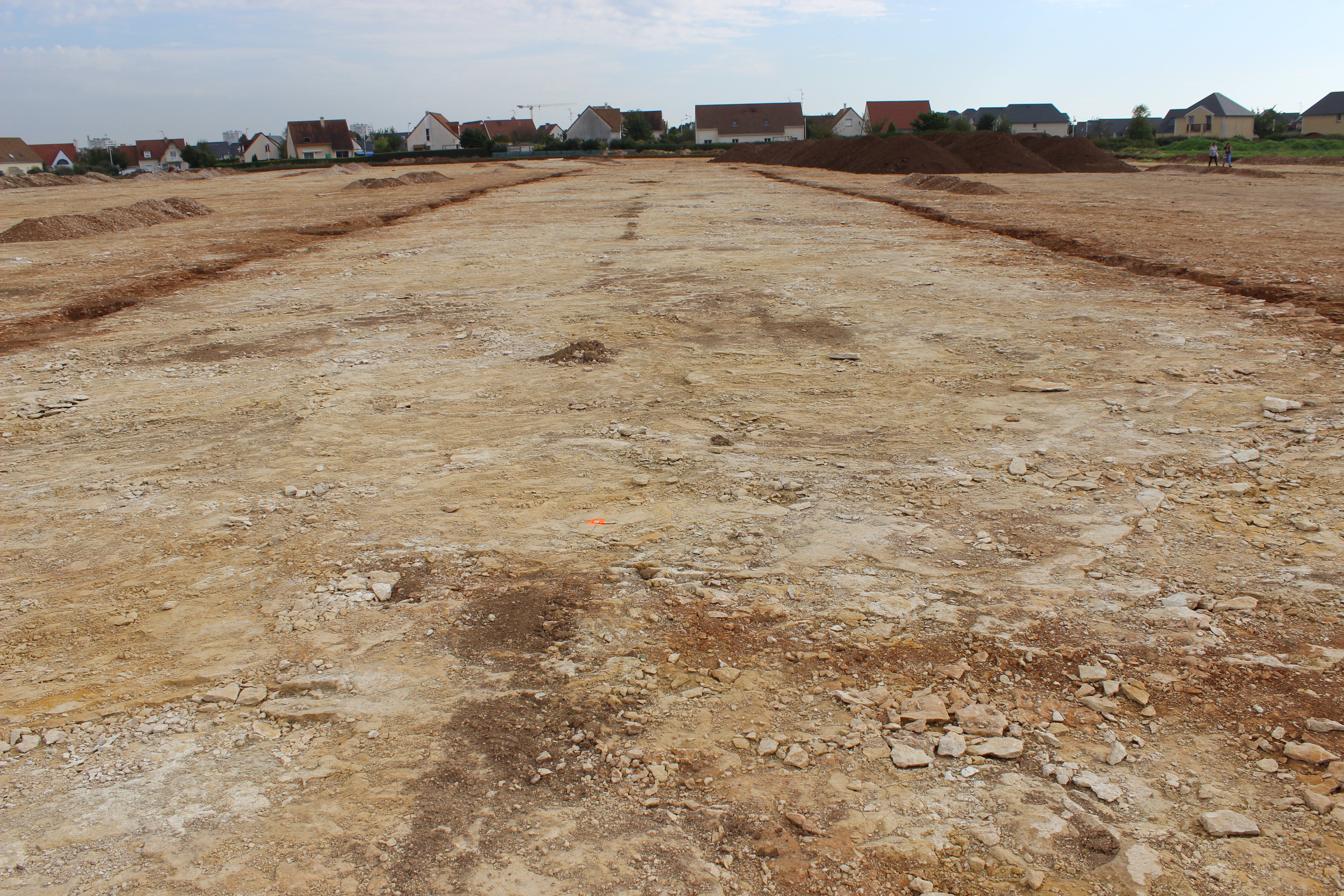
Une zone décapée de façon mécanique
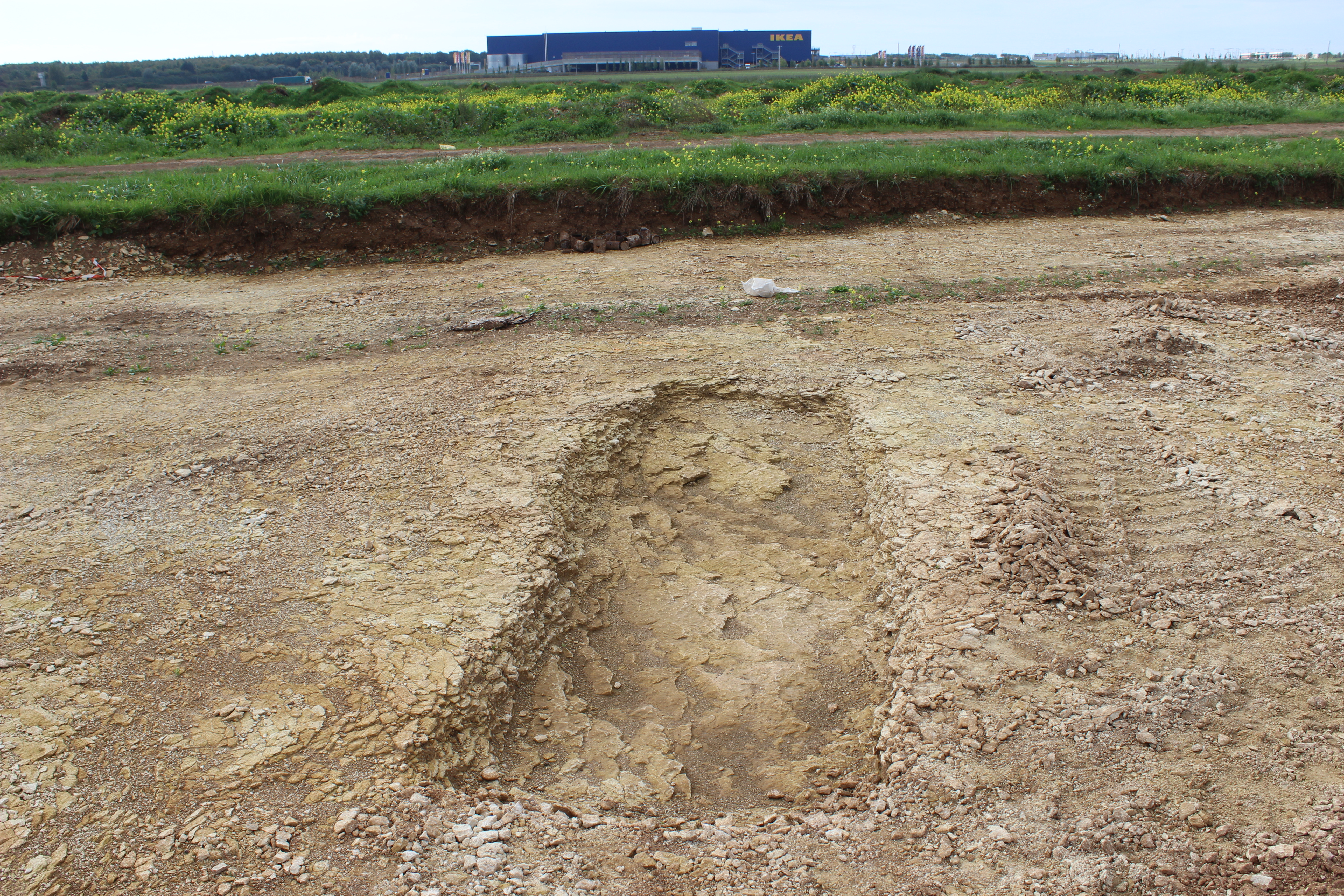
Vestiges d'une tombe
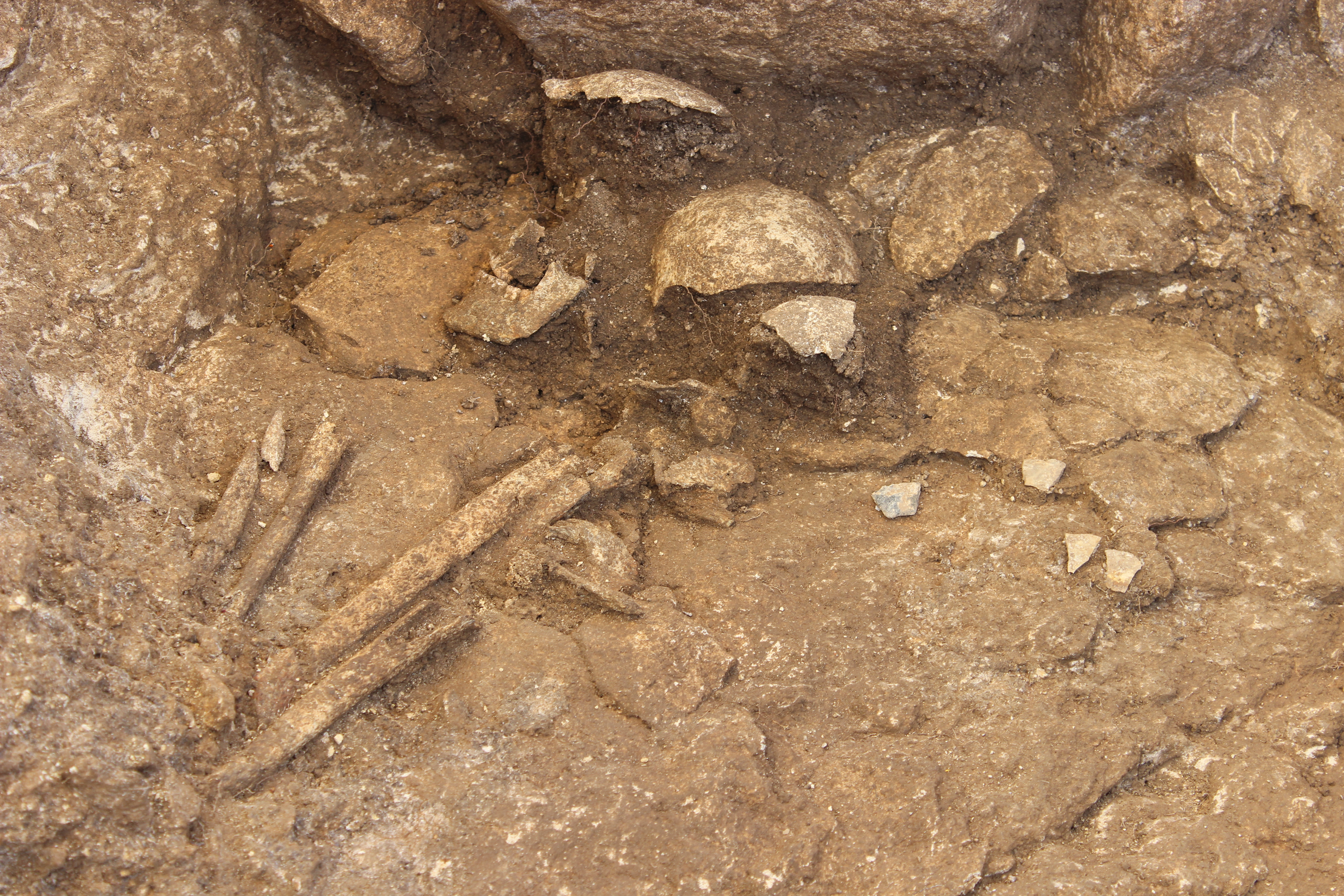
Ossements in situ
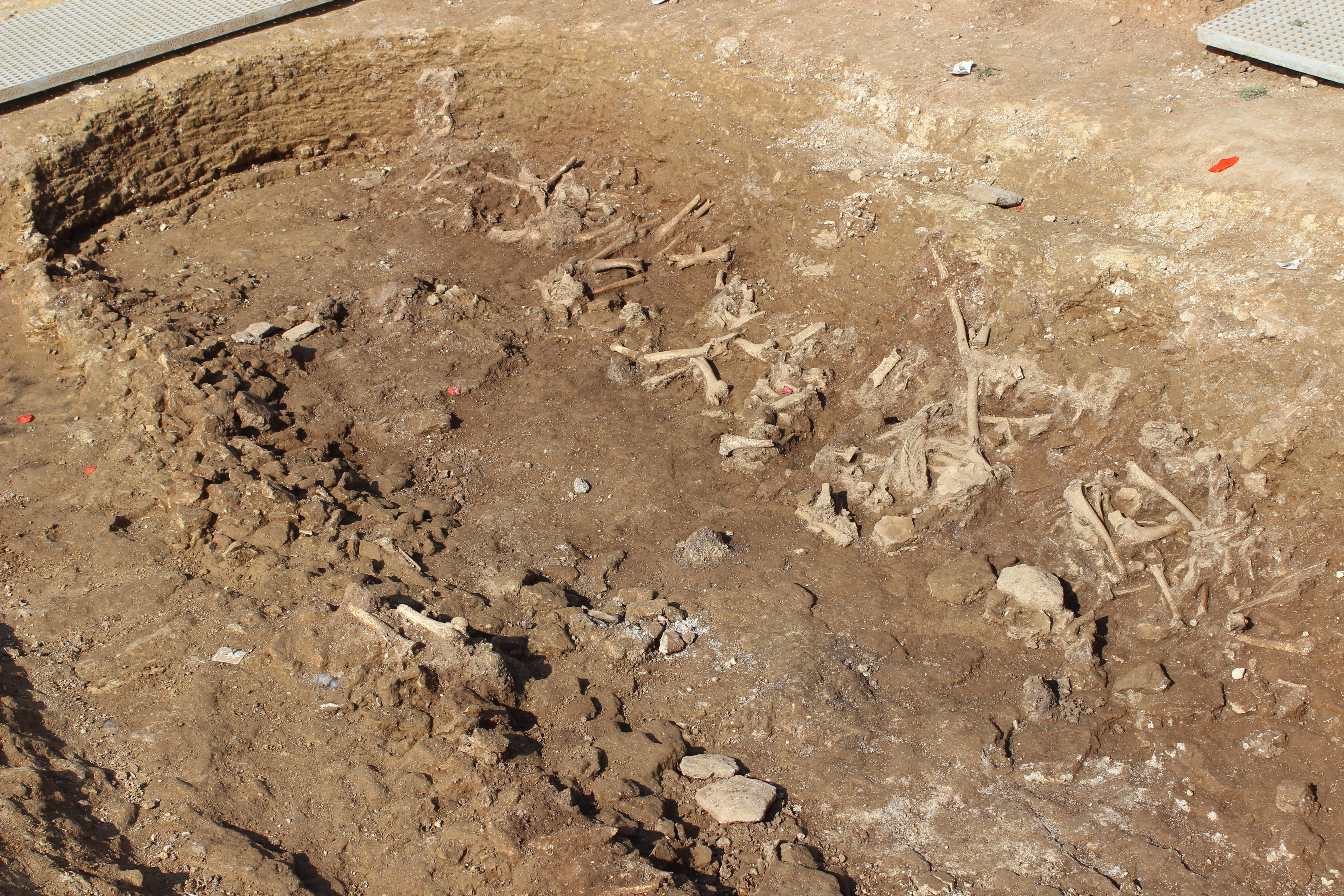
Fosse avec ossements de moutons
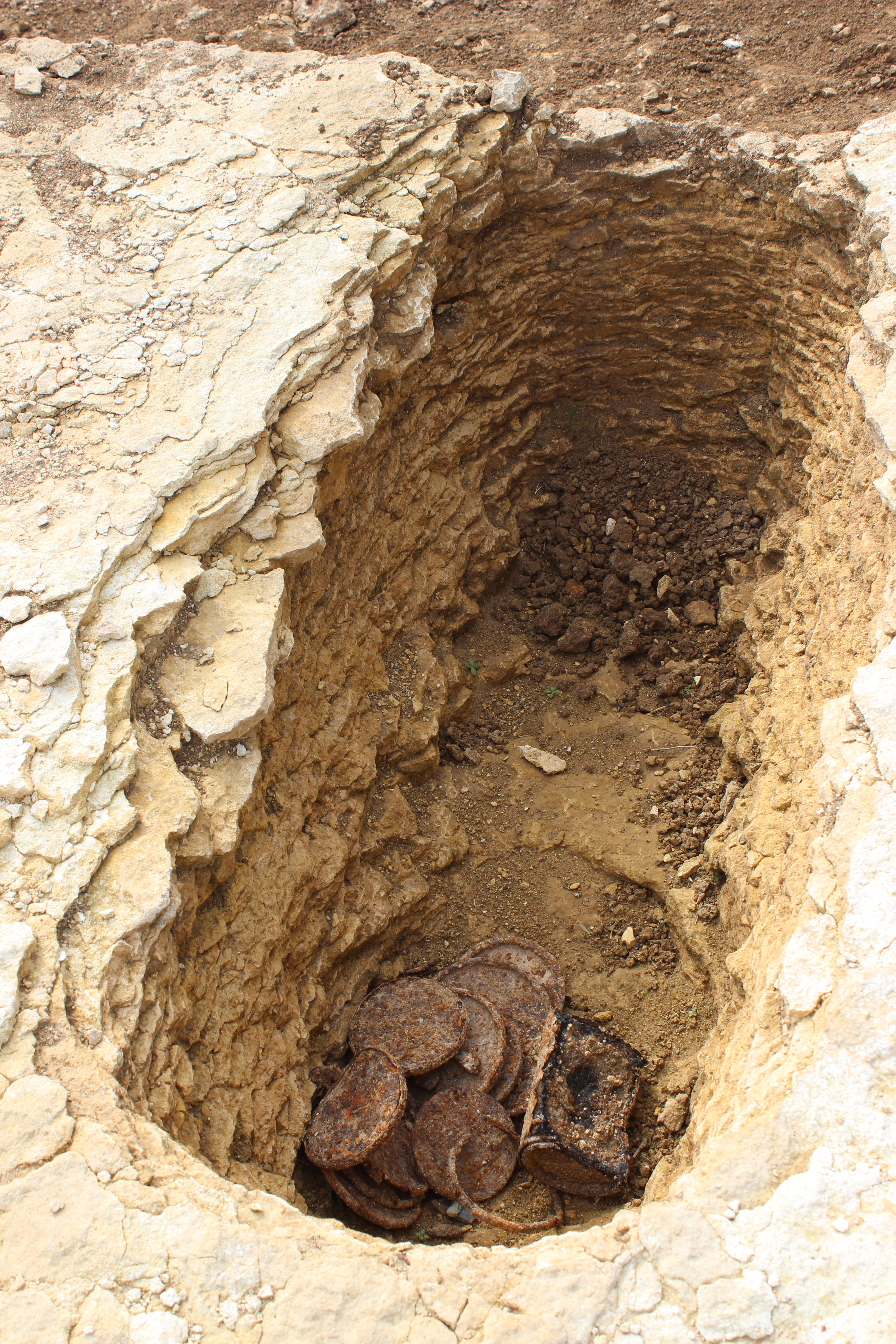
trou d'homme

## Interprétation
Le changement dans le mode de sépulture rend compte de changements sociaux importants : « les tombes monumentales de Fleury ont mobilisé des énergies considérables au bénéfice de quelques-uns, et signent l’émergence d’une différenciation sociale ».